# Silvi Antarini
Silvi Antarini (* 26. Januar 1984) ist eine indonesische Badmintonspielerin. 

## Karriere
Silvi Antarini gewann 2003 bei der Asienmeisterschaft Silber im Dameneinzel. Zwei Jahre später siegte sie bei den indonesischen Einzelmeisterschaften. Bei PON XVI gewann sie ebenfalls die Einzelkonkurrenz. 2000 war sie bereits Vizeweltmeisterin mit dem indonesischen Team im Uber Cup geworden. 

## Sportliche Erfolge
| Saison | Veranstaltung                     | Disziplin   | Platz | Name           |
| ------ | --------------------------------- | ----------- | ----- | -------------- |
| 2000   | Uber Cup                          | Damenteam   | 2     | Indonesien     |
| 2003   | Asienmeisterschaft                | Dameneinzel | 2     | Silvi Antarini |
| 2004   | PON XVI                           | Dameneinzel | 1     | Silvi Antarini |
| 2005   | Indonesien: Einzelmeisterschaften | Dameneinzel | 1     | Silvi Antarini |